# Kenji Kitawaki
Kenji Kitawaki (født 15. september 1991) er en japansk fodboldspiller, som spiller for den japanske fodboldklub YSCC Yokohama.